# Huuezzi
Huuezzi war ein katholischer Diakon des neunten Jahrhunderts.
Er erhielt vom Freisinger Bischof Hitto mit Urkunde vom 2. Oktober 815, in den Traditionen des Hochstifts Freising überliefert, die »ecclesia s(ancti) Johannis ad Feringa« (Johanneskirche in Föhring) als Lehen. Diese Kirche war namensgebend für den Ort Johanneskirchen. Dies ist die früheste Beurkundung des Ortes. 
In dieser ersten Beurkundung des Ortes war unter anderem festgelegt, dass Huuezzi jährlich Abgaben in Form von Naturalien an den Bischof abführen musste. Urkundlich vereinbart wurde: »ipseque Huuezzi censum de ipsa ecclesia redditurum wadiavit in manus Hittonis episcopi, hoc est omni anno una carrada de cervisa, duos modios de farina una friskinga, duos pullos auca I« (Huuezzi ist verpflichtet, von seiner Kirche dem Bischof Hitto Zins zu leisten, dies sind jedes Jahr eine Wagenladung Bier, zwei Metzen Mehl, einen Frischling, zwei Hühner und eine Gans). Die Urkunde ist damit der älteste schriftliche Nachweis für Bier im Münchner Raum.
Im Jahr 2013 wurde im Münchner Stadtteil Johanneskirchen ein Platz nach ihm benannt.